# Hinacourt
Hinacourt és un municipi francès situat al departament de l'Aisne i a la regió dels Alts de França. L'any 2007 tenia 35 habitants.

## Demografia

### Població
El 2007 la població de fet de Hinacourt era de 35 persones. Hi havia 15 famílies de les quals 4 eren unipersonals (4 dones vivint soles i 4 dones vivint soles), 7 parelles sense fills i 4 parelles amb fills.
La població ha evolucionat segons el següent gràfic:
Habitants censats

### Habitatges
El 2007 hi havia 19 habitatges, 17 eren l'habitatge principal de la família i 3 estaven desocupats. Tots els 19 habitatges eren cases. Dels 17 habitatges principals, 8 estaven ocupats pels seus propietaris, 5 estaven llogats i ocupats pels llogaters i 4 estaven cedits a títol gratuït; 3 tenien dues cambres, 1 en tenia tres, 3 en tenien quatre i 10 en tenien cinc o més. 9 habitatges disposaven pel capbaix d'una plaça de pàrquing. A 8 habitatges hi havia un automòbil i a 6 n'hi havia dos o més.

### Piràmide de població
La piràmide de població per edats i sexe el 2009 era:
| Homes | Edats   | Dones |
| ----- | ------- | ----- |
| 0     | 95 o +  | 0     |
| 0     | 90 a 94 | 0     |
| 0     | 85 a 89 | 0     |
| 0     | 80 a 84 | 0     |
| 0     | 75 a 79 | 0     |
| 0     | 70 a 74 | 0     |
| 4     | 65 a 69 | 0     |
| 0     | 60 a 64 | 0     |
| 8     | 55 a 59 | 4     |
| 0     | 50 a 54 | 0     |
| 0     | 45 a 49 | 0     |
| 4     | 40 a 44 | 0     |
| 4     | 35 a 39 | 0     |
| 0     | 30 a 34 | 0     |
| 4     | 25 a 29 | 4     |
| 0     | 20 a 24 | 0     |
| 0     | 15 a 19 | 0     |
| 4     | 10 a 14 | 0     |
| 0     | 5 a 9   | 0     |
| 0     | 0 a 4   | 0     |

## Economia
El 2007 la població en edat de treballar era de 24 persones, 18 eren actives i 6 eren inactives. De les 18 persones actives 17 estaven ocupades (9 homes i 8 dones) i 1 aturada (1 home). De les 6 persones inactives 2 estaven jubilades, 1 estava estudiant i 3 estaven classificades com a «altres inactius».
Activitats econòmiques
Dels 2 establiments que hi havia el 2007, 1 era d'una empresa extractiva i 1 d'una empresa d'hostatgeria i restauració.
L'any 2000 a Hinacourt hi havia 4 explotacions agrícoles que ocupaven un total de 284 hectàrees.

## Poblacions més properes
El següent diagrama mostra les poblacions més properes.